# Agelasta alboplagiata
Agelasta alboplagiata là một loài bọ cánh cứng trong họ Cerambycidae.